# Horst Arndt
Horst Arndt (* 19. September 1934 in Königsberg; † 19. Oktober 2014 in Taunusstein) war ein deutscher Ruderer, der 1956 eine olympische Silbermedaille im Zweier mit Steuermann gewann.

## Werdegang
Arndt ruderte bei der Rudergesellschaft Wiesbaden-Biebrich 1888. 1955 gewannen Horst Arndt und Karl-Heinrich von Groddeck zusammen mit Steuermann Achim Wernet die deutsche Meisterschaft im Zweier. 1956 konnten Arndt und Groddeck den Titel mit dem Steuermann Rainer Borkowsky verteidigen. Auch bei der Europameisterschaft 1956 in Bled siegten die drei Wiesbadener vor den Booten aus der Schweiz und aus Österreich. Bei den Olympischen Spielen 1956 belegten die drei den zweiten Platz hinter den US-Amerikanern Arthur Ayrault und Conn Findlay mit Steuermann Armin Seiffert. 1957 verteidigten Groddeck, Arndt und Borkowsky ihren deutschen Meistertitel und siegten auch bei der Europameisterschaft in Duisburg. Ebenfalls 1957 traten die drei Ruderer mit einem Wiesbadener Achter bei der deutschen Meisterschaft an und belegten den dritten Platz.
Nachdem Groddeck nach Ratzeburg gewechselt war, wechselten Arndt und Borkowsky in größere Boote. Mit dem Wiesbadener Vierer mit Steuermann belegten sie bei der deutschen Rudermeisterschaft 1958 den dritten Platz. Auch mit dem Wiesbadener Achter belegten sie erneut den dritten Platz. 1959 belegte Arndt mit einer Renngemeinschaft aus Ulm, Wiesbaden und Neuss noch einmal den dritten Platz bei der Deutschen Meisterschaft im Achter.
Er war Ehrenmitglied der Rudergesellschaft Wiesbaden-Biebrich 1888.